# Palaris-Aufstand
Der Palaris-Aufstand war ein Bauernaufstand gegen die Herrschaft der spanischen Mönchsorden und der spanischen Kolonialbehörden in der Provinz Pangasinan, auf der Insel Luzon, Philippinen. Er wurde nach seinem Führer Juan de la Cruz Palaris benannt, brach im November 1762 unter dem Eindruck des britischen Sieges in der Schlacht um Manila (Oktober 1762) in der Gemeinde Binalatongan aus und dauerte bis Februar 1765.

## Hintergrund
In der 1750er Dekade gab es mehrere schlechte Reisernten in der Region. Die die Region beherrschenden spanischen Mönchsorden verringerten jedoch die Tribute und Abgaben nicht, so dass es zu einer faktischen Hungerkrise in der Dekade kam. Die Spanier steigerten Anfang der 1760er Dekade die Abgabenlast für die einheimische Bevölkerung und die Unzufriedenheit der Bevölkerung steigerte sich weiter.
In der Bevölkerung entstanden die Forderungen nach der Abschaffung der Tribute, der Ersatz der spanischen Kolonialbeamten durch einheimische Personen und Zulassung von Filipinos zum Priesteramt, was zum Ersatz der spanischen Mönchsorden führen sollte. 
Als die Briten im September in Manila landeten und die Britische Invasion der Philippinen 1762 starteten wurden in der Region um Binalatongan über eintausend Mann rekrutiert und zur Verstärkung der Spanier nach Manila entsendet. Nach der Niederlage der Spanier in der Schlacht vom 5. Oktober besetzten die Briten Manila. Die rekrutierten Truppen kehrten nach Binalatongan zurück und so erreichte die Nachricht von der Niederlage der Spanier die Region.

## Der Aufstand
Der Provinzgouverneur wollte unter dem Eindruck der Spanischen Niederlage die Provinz verlassen, wurde jedoch vom Provinzvicar daran gehindert, so wurde zuerst eine Kommission gebildet um die Unzufriedenheit der Bevölkerung zu dämpfen. Als die Kommission Binalatongan erreichte, wurden ihr die verlangten Tribute verweigert und es erwuchs in Juan de la Cruz Palaris eine Führungspersönlichkeit der den Aufstand führen sollte.
Der Aufstand brach am 3. November in Binalatongan aus und breitete sich in der gesamten Provinz aus. In den Gemeinden Paniqui, Malasiqui, Bayambang, Manaoag, Santa Barbara, San Jacinto, Dagupan, Calasiao, und Mangaldan verbreitete sich der Aufstand sehr schnell. Palaris wurde bei der Organisation unterstützt von den Hildalgo-Brüdern und Juan de Vera Oncantin. Es wurden die Arsenale der Spanier gestürmt und die Aufständischen bewaffneten sich, anschließend wurden die Spanier und die Mönchsorden vertrieben. Die Spanier konnten den Aufstand nicht effektiv bekämpfen, da sie mit den Briten zu sehr beschäftigt waren und auch der Aufstand unter Führung von Diego Silang 1763, der dieselben Ziele verfolgte, in der nördlich gelegenen Cordillera Region ausbrach. Erst nach Ende der Besatzung von Manila 1764 und dem Abzug der Briten konnten die Spanier ihre Kräfte bündeln und wandten sich der Niederschlagung des Palaris-Aufstandes zu.
Die Endphase des Aufstandes war auch der blutigste Teil. Die Aufständischen wendeten eine Guerillataktik gegenüber den Spaniern an, die zu großen Verlusten auf beiden Seiten führte. Die Spanier wendeten eine Taktik der verbrannten Erde an, indem sie zahlreiche Ortschaften niederbrannten, so auch das Zentrum des Aufstandes Binalatongan, und die Bewohner in die Wälder vertrieben. Gefangene Aufständische wurden gefoltert, anschließend exekutiert und ihre Körper in Stücke gehackt. Juan de la Cruz Palaris wurde im Februar 1765 gefangen genommen und am 26. Februar gehängt, damit brach der Aufstand zusammen.

## Trivia
Die Heimatgemeinde von Palaris Binalatongan wurde später in San Carlos umbenannt, heute San Carlos City, um die Erinnerung an den Aufstand auszulöschen. Die Bedeutung des Palaris-Aufstandes besteht darin, dass zum ersten Mal seit den Maharlika-Aufständen (1586 u. 1588) eine regionale Selbstverwaltung gefordert wurde. Diese Ideen wurden später nach der Öffnung der Philippinen (ab 1821) von der Säkularisierungsbewegung(ab der 1850er Dekade), der Illustrados-Bewegung (ab 1872), der Propagandabewegung philippinischer Studenten in Europa (ab 1875) aufgegriffen, weiterentwickelt und mit der Idee der damals neuen Idee der Nation verknüpft, was schließlich zur La Liga Filipina, dem Katipunan und zur philippinischen Revolution führen sollte.